# Monstrotyphis carolinae
Monstrotyphis carolinae is een slakkensoort uit de familie van de Muricidae. De wetenschappelijke naam van de soort is voor het eerst geldig gepubliceerd in 1987 door Houart.